# Junglee
 (février 2013).
Si vous disposez d'ouvrages ou d'articles de référence ou si vous connaissez des sites web de qualité traitant du thème abordé ici, merci de compléter l'article en donnant les références utiles à sa vérifiabilité et en les liant à la section « Notes et références ».
Pour plus de détails, voir Fiche technique et Distribution.
Junglee est un film indien réalisé par Subodh Mukherji, sorti en 1961. La chanteuse Lata Mangeshkar chanta dans ce film. Junglee signifie « sauvage », ou « mal élevée » en hindi.

## Distribution
- Shammi Kapoor : Chandra Shekhar
- Saira Banu : Rajkumari « Raj »
- Shashikala : Mala
- Anoop Kumar (en) : Jeevan
- Lalita Pawar : la mère de Chandra Shekhar
- Azra : Princesse Rajkumari
- Moni Chatterjee : le docteur et père de Raj